# 相輪橖

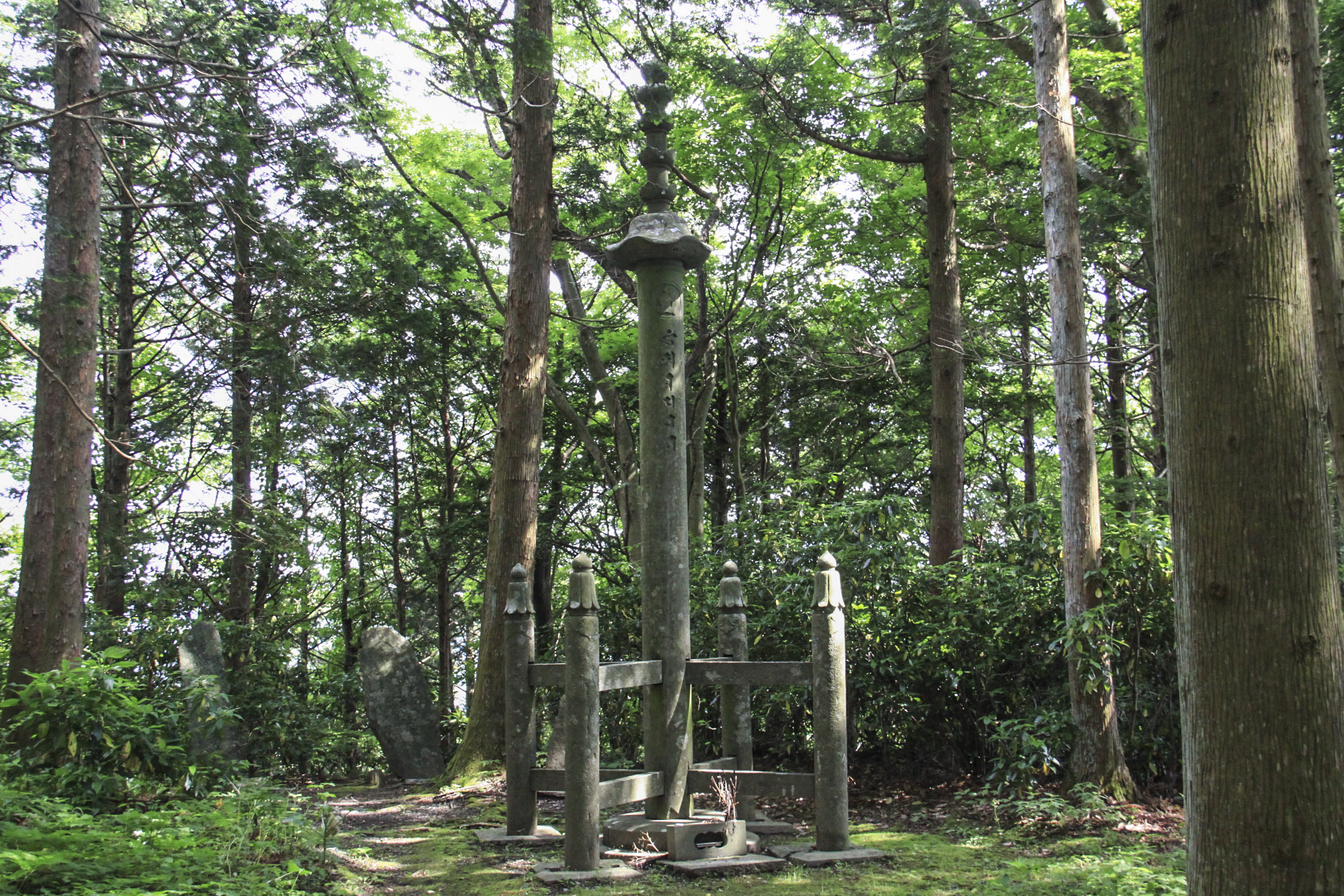
零羊崎神社 相輪橖

相輪橖（そうりんとう）は、仏教施設のひとつである。相輪塔とも書く。

## 概要
ロケットのような形をしており、高さは13.7 mある。仏塔の一種と考えられ、三重塔や五重塔の屋根の部分を取り払い、柱と仏塔の屋根の上にある相輪の部分からなり、四方に柱を支える支柱がある。古くから建てられていたようであるが、現在歴史のある相輪橖は少なく、比叡山延暦寺や日光山輪王寺、行方市西蓮寺にある。

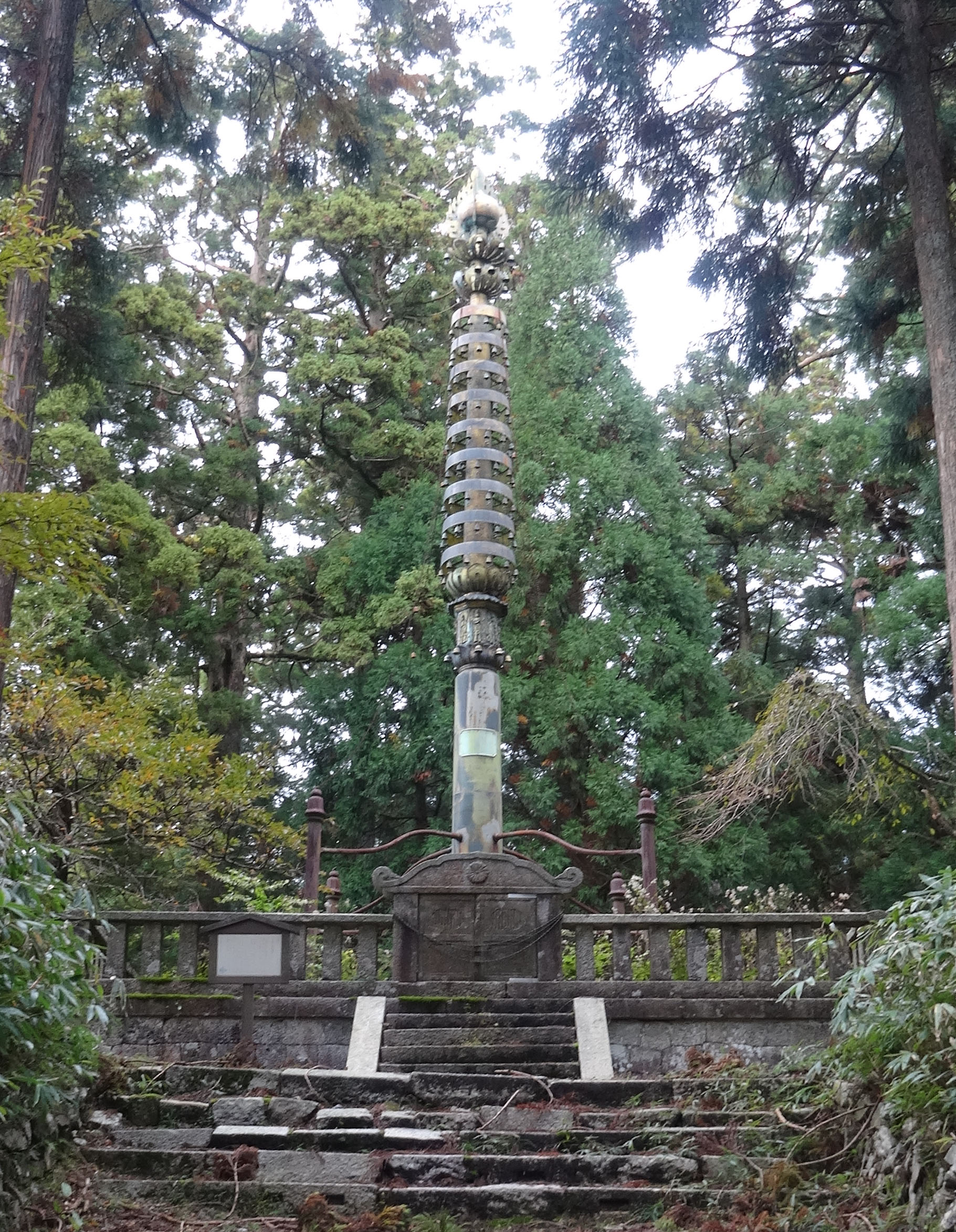
延暦寺西塔
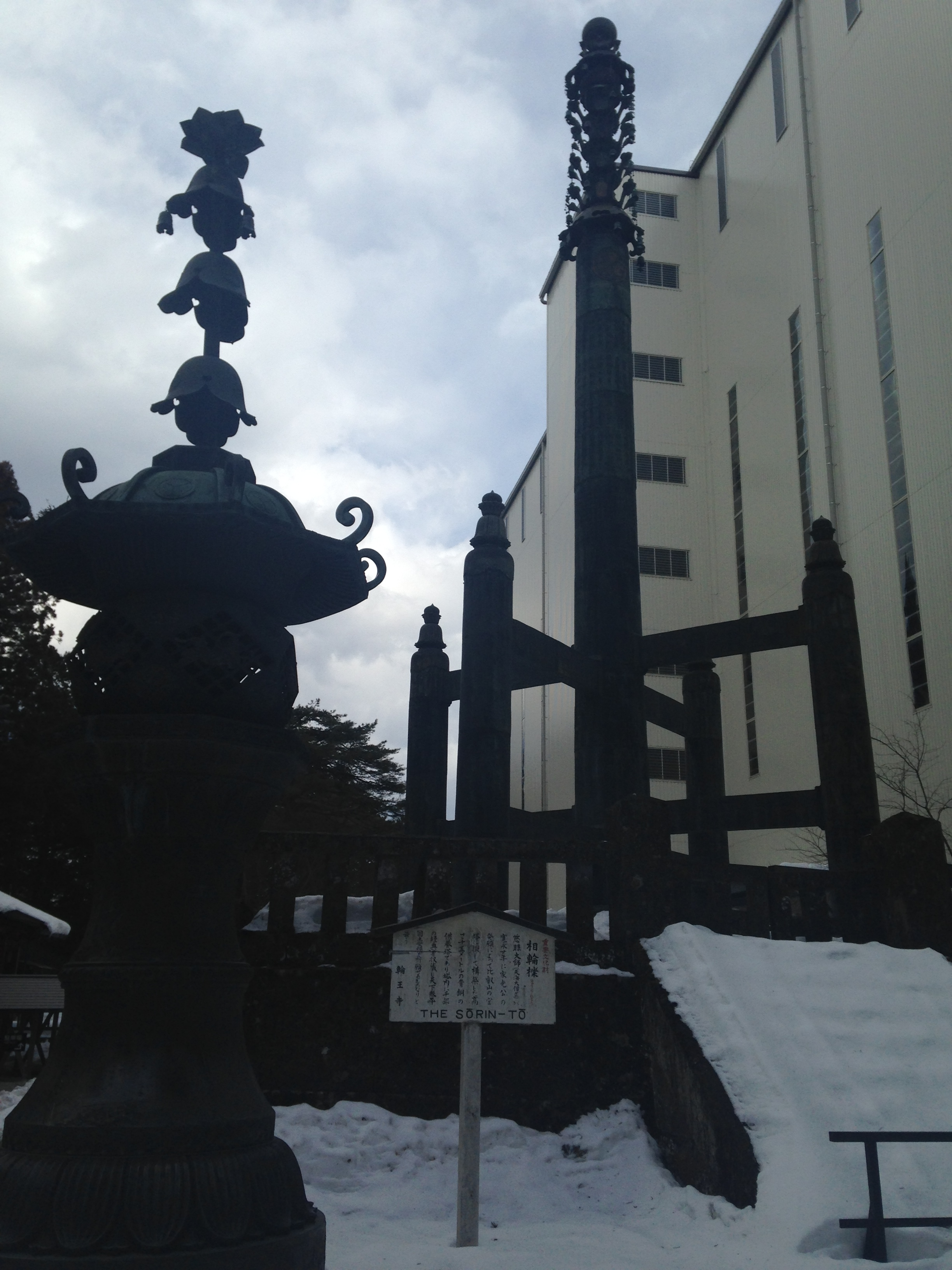
輪王寺
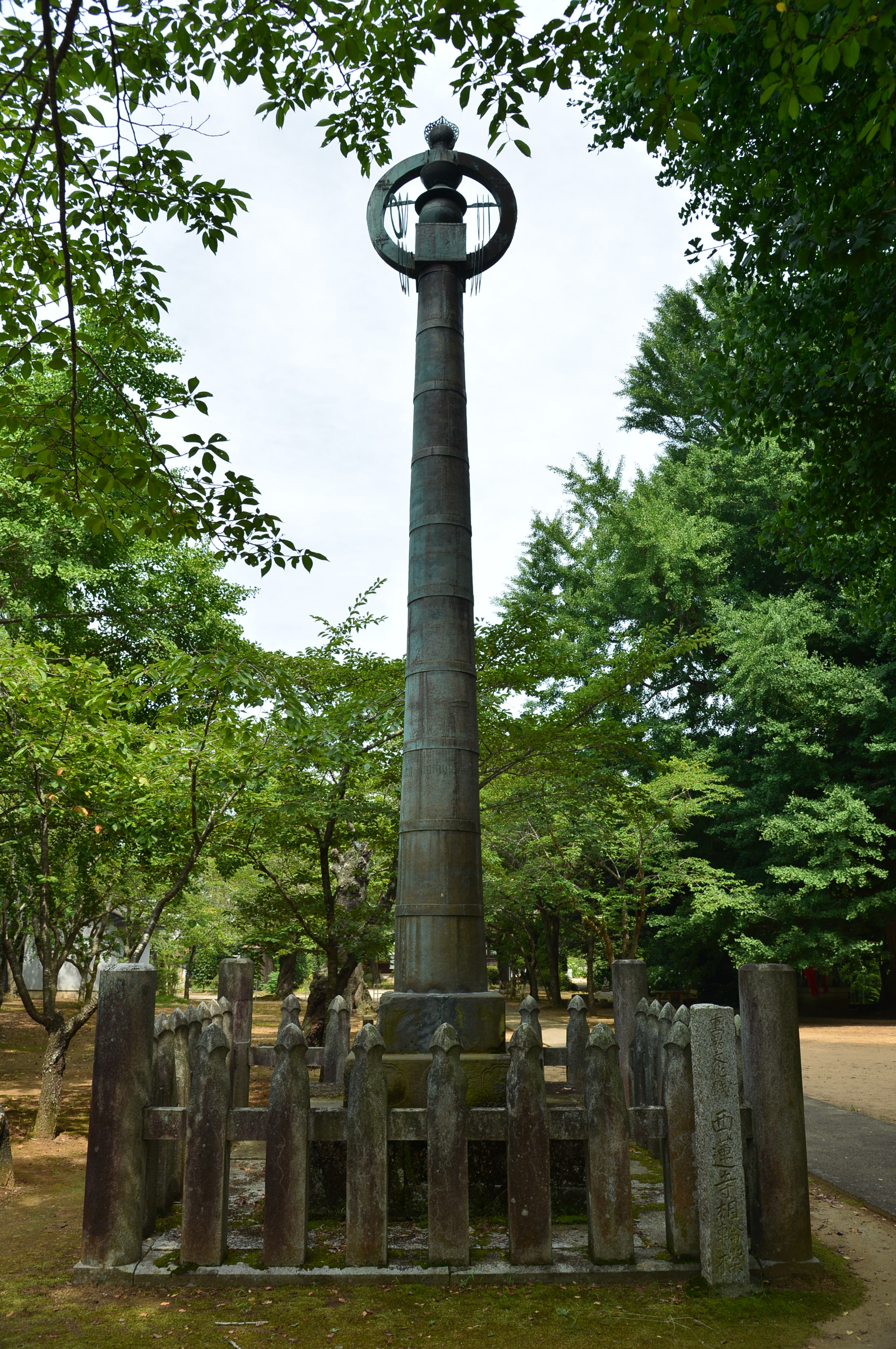
茨城・西蓮寺
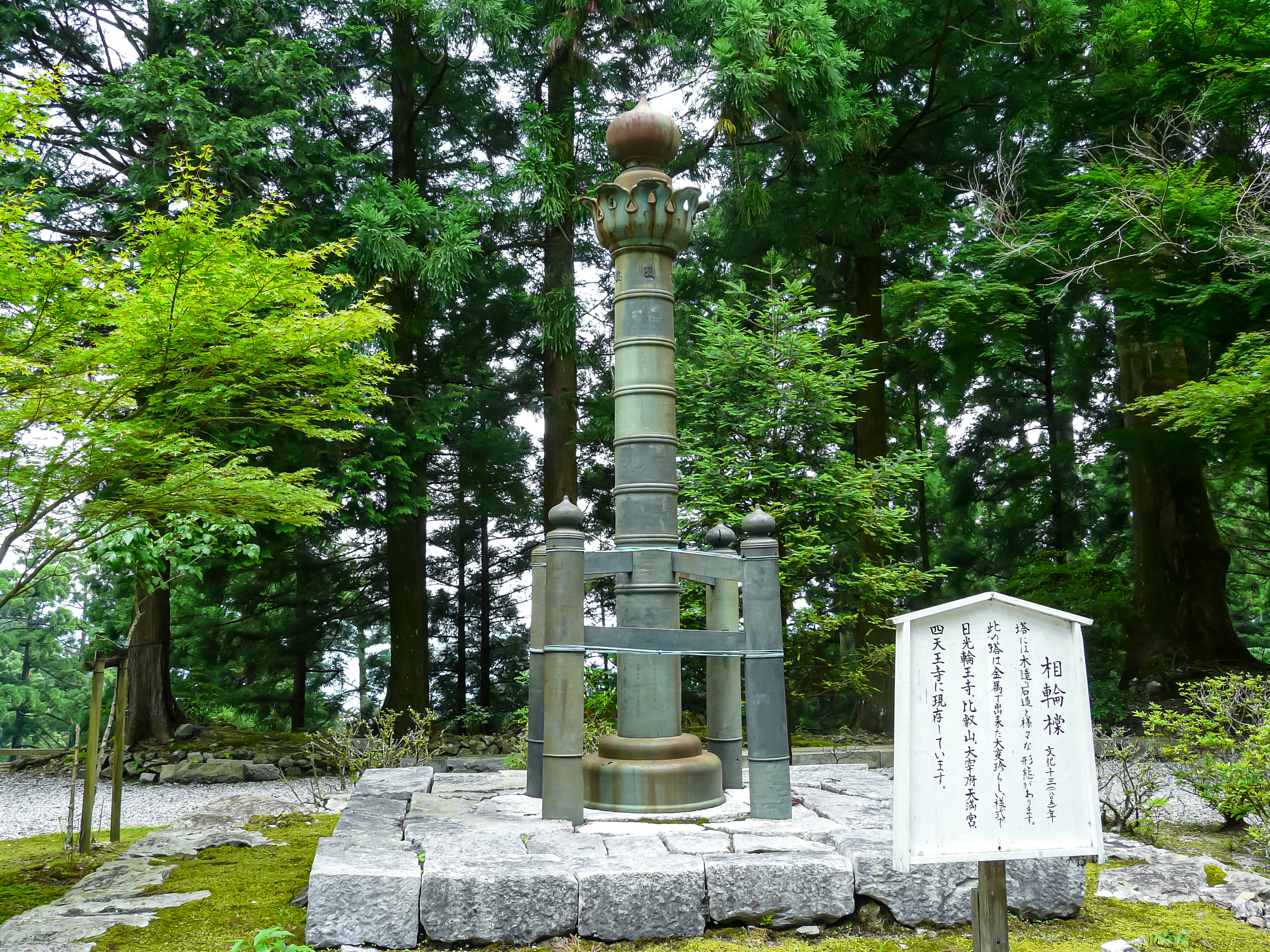
徳島県太龍寺

## 一覧
| 名称                      | 市町村         | 建造年 (最澄発願) | 建造年 (現存) |        | 指定文化財             | 備考     |
| ------------------------- | -------------- | ----------------- | ------------- | ------ | ---------------------- | -------- |
| 延暦寺東塔                | 滋賀県大津市   | 820年             |               | 非現存 |                        | 六所宝塔 |
| 延暦寺西塔                | 滋賀県大津市   | 820年             | 1892年        | 現存   | 国指定重要文化財       | 六所宝塔 |
| 旧緑野寺 (浄法寺)         | 群馬県藤岡市   | 815年             | 1672年        | 現存   | 藤岡市指定有形文化財   | 六所宝塔 |
| 大慈寺                    | 栃木県栃木市   | 815年             | 1725年        | 現存   | 栃木県指定有形文化財   | 六所宝塔 |
| 旧竈門山寺 (太宰府天満宮) | 福岡県太宰府市 | 814年             | 1847年        | 現存   | 太宰府市指定有形文化財 | 六所宝塔 |
| 旧宇佐弥勒寺 (宇佐神宮)   | 大分県宇佐市   | 814年             |               | 非現存 |                        | 六所宝塔 |
| 西連寺                    | 茨城県行方市   |                   | 1287年        | 現存   | 国指定重要文化財       |          |
| 輪王寺                    | 栃木県日光市   |                   | 1647年        | 現存   | 国指定重要文化財       |          |
| 旧長禅寺 (零羊崎神社)     | 宮城県石巻市   |                   | 1810年        | 現存   | 石巻市指定有形文化財   |          |
| 太龍寺                    | 徳島県阿南市   |                   | 1816年        | 現存   | 未指定                 |          |